# Vandur
Et vandur er et instrument, der bruges til at måle tiden med. Det var det bedste ur til at vise klokken efter Solen var gået ned. Vanduret er en gammel opfindelse, som blev brugt i flere århundreder. Vanduret er en af mange forskellige slags ure som blev brugt før man opfandt det mekaniske ur. Blandt de andre slags kan nævnes; soluret og sanduret (timeglasset). 

## Oprindelse
Vanduret, også kaldt Clepshydra (som stammer fra de to ord; Cleps: stjæle og Hydra: vand, som sammenlagt bliver til vandstjæler) er en tidsmåler som stammer fra oldtiden. Sammen med soluret er vanduret angiveligt de ældste tidmålere. Omkring 1400-tallet f.kr. ved man at der har været vandure i brug i Egypten og i Babylon. Der har også i Indien og Kina været tidligere beviser på at der har eksisteret vandure i den verdensdel, der er tilmed nogle forfattere der skriver om at vandurene allerede eksisterede her 4000 f.kr. 
I oldtiden brugte Grækerne også vandure som tidsmålere, de blev brugt i sammenhænge med domstolene i Athen, hvor de målte tiden hver part havde til at tale i. Der var også grækerne og romerne der videreudviklede vandurene. I den anden verdensdel havde Kina også udviklet vandurene, hvor Japan og Korea senere fik udviklingerne af Kina.
Vandurene var nogle af de mest almindeligt brugte ure, fordi de var de mest præcise ure. Og det forblev det mest brugte ur, indtil det senere blev nødvendigt at kende tiden mere nøjagtigt, og blev erstattet af de mekaniske ure, omkring 1400-tallet. Indtil da brugte man mest vanduret af astrologiske grunde.

## Teknologi og udvikling
Den simpleste form for et vandur består af en skållignende beholder, som var fyldt med vand. Beholderen havde et afløb hvor vandet kunne løbe igennem, herved kunne man aflæse hvor lang tid der var gået efter vandhøjden i beholderen. Senere lavede man vandure, hvor beholderen var formet som en cylinder, og der var en skala inde i beholderen som beskrev hvor lang tid der var gået. 

Grækeren Ktesibios (200-tallet f.Kr.) konstruerede et mere avanceret vandur, hvor vandmængden og det udrindende vand var konstant. Dette blev gjort ved at det udrindende vand blev ledt ned i en ny beholder. Romerne havde også et vandur hvor de havde flydere på vandfladen, som viste vandhøjden. Senere blev der tilføjet et tandhjul, som ledte til at der kom klokker, fløjter eller orgelpiber på uret.
Vanduret blev brugt helt op til det 18. århundrede.